# 绵穗马先蒿
绵穗马先蒿（学名：Pedicularis pilostachya）为列当科马先蒿属的植物，是中国的特有植物。分布于中国大陆的青海、甘肃等地，生长于海拔4,720米至5,070米的地区，目前尚未由人工引种栽培。